# 조니 (음식)

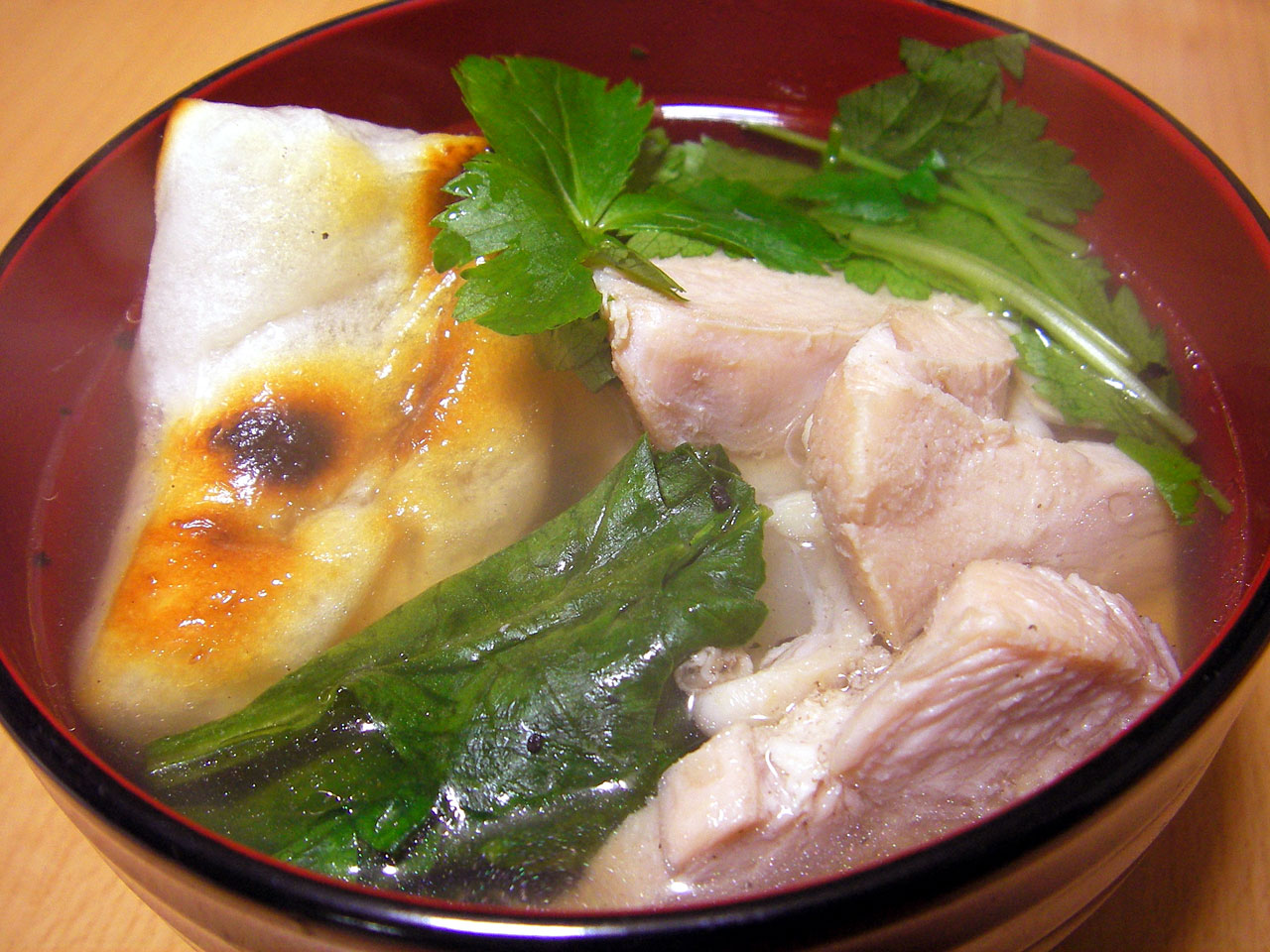
하카타의 조니

조니(雑煮, ぞうに)는 일본에서 설날에 먹는 떡국이다. 구운 찰떡, 어육, 채소를 재료로 사용한다. 한국의 떡국과 유사하며, 가래떡이 아니라 찰떡을 사용하는 게 다르다. 국물도 간장국이나 된장국을 사용한다.

## 문학
일본 역사소설 《오싱》에서 조니는 새해를 상징하는 음식으로 묘사되었는데, 번역자 김균은 한국 독자들의 이해를 돕기 위해 떡국으로 번역하였다.

## 같이 보기
- 쇼가쓰